# Carolina Bossa
Carolina Bossa (Rosario; 13 de abril de 1974) es una autora, compositora, cantante y guitarrista de rock argentina.

## Biografía

### Infancia
A edad temprana sus condiciones para los deportes la llevaron a decidir entre ellos y la música, practicó (y sigue practicando cuando su carrera le deja espacio) natación, handball, fútbol, atletismo y vóley. Caro se crio en un ambiente donde las artes en general y la música en particular tuvieron una gran importancia, su hermana Silvia estudió piano y aunque no se dedicó de manera profesional transmitió a la pequeña su amor por la actividad y con un piano de juguete le enseñó las primeras melodías cuando contaba con apenas tres o cuatro años.
Comenzó sus estudios particulares de guitarra con Mariano Pino (hijo del folklorista Carlos Pino y vecino de su barrio) y poco tiempo después estudió canto con Hilda Somaschini, luego de que su padre le regalara la primera guitarra criolla a los once años.
Caro Bossa fue una nena muy inquieta e hiperactiva pero a su vez muy tímida para las relaciones interpersonales. Contaba con un vasto universo creativo que logró volcar a partir los 12 años esbozando sus primeras canciones.
Cursó la escuela primaria en el colegio del barrio Parque Field (Rosario) donde vivió hasta su traslado a Buenos Aires a sus 23 años.

### Inicios
En 1988 Carolina cursa la escuela secundaria en la Escuela Nacional de Música, donde realiza sus primeras presentaciones acompañada por su guitarra, en los actos del colegio. Durante esos años actúa en diversos lugares como la Sala Mateo Booz, el Anfiteatro Humberto de Nito y Radio Nacional de Rosario actuando en vivo (en el marco de su participación en 1990 en el concurso "Santa Fé su música y su gente Rosario canta"). También en el Teatro Lavardén, peñas y pubs de la ciudad, tocando temas del rock nacional y algunos de su autoría.
Completa su formación musical en la escuela "Musimedios" (antes Escuela del sindicato de músicos de Rosario) en 1995 con docentes de la talla de Caio Viale, Raquel Escalante, Juancho Perone, Eduardo Cheroni y Mirko Buchín.

### Líder y vocalista
En 1993 arma La Súplica, banda de rock&blues con la que graba tres EPs y recorre escenarios de su ciudad y el interior de Santa Fe en diversos festivales. Su música en esta etapa está fuertemente influenciada por Janis Joplin, Ella Fitzgerald, Celeste Carballo y los grandes guitarristas del blues y el rhythm and blues: Stevie Ray Vaughan, Eric Clapton, Hendrix, B.B. King y Pappo.

### Solista
A principios de 1996 comienza a estudiar Psicología en la UNR (Universidad Nacional de Rosario) fascinada por el psicoanálisis y la teoría psicoanalítica que años más tarde influiría en su poesía, cursa dos años de la carrera.
Luego de la separación definitiva de la banda en el año anterior retoma la carrera solista abriendo su horizonte musical hacia diversos estilos tales como el soul, funky, jazz, pop, alternativo. Artistas como Beatles, John Lennon, Nirvana, Kurt Cobain y más adelante Spinetta marcarían su rumbo.
Durante este año continúa actuando periódicamente y creando nuevos temas, es acompañada en vivo por Alejandro Coronel en guitarra, Ramiro Escobar Blázquez en bajo y Marcelo Lezcano en batería. Durante los primeros meses graba el EP Carolina Bossa (reeditado en 2002) que cuenta con los temas En una canción (en el que participa Nahuel Antuña como invitado en el bajo) y Volverás con el que realiza un videoclip.

### Buenos Aires
En 1997 Caro se radica en la ciudad de Buenos Aires y trabaja de moza, vendedora y artesana mientras busca apoyo para su proyecto musical. En junio de 1999 recibe el peor golpe de su vida al fallecer su papá. Al mes siguiente debuta en Capital Federal actuando en Sarajevo (mítico reducto del under porteño). Ante la tragedia y el duelo posterior se suma la ruptura de una larga relación y unos meses después se embarca en un viaje que dura más de dos meses: recorre Uruguay (la costa uruguaya) y la parte sur de Brasil, de mochilera y sin guitarra.
Vuelve del viaje con la canción La quimera escrita en una servilleta y la melodía en la cabeza, alquila una habitación en la pensión de calle Chacabuco al 600 en San Telmo y de casualidad conoce al actor y conductor Fernando Peña al cual le obsequia su CD y con el que volvería a encontrarse años después. Integra Las samaleas (después Marina bandoneón) como guitarrista invitada por Marina Gayotto sin llegar a presentarse en vivo.
Durante ese período (año 2000) compone varios temas que formarían parte del disco Formas distintas, comienza a dar clases de guitarra y canto, y en 2002 reedita el ep Carolina Bossa, toca en el circuito habitual durante ese año y el siguiente (después de varios proyectos de grupos que no prosperaron).
Empieza una nueva etapa en su vida y en su carrera.

### Compilado 10 años (1994-2004)
En 2004 edita su primer disco que contiene el tema Tiempo de cambiar. En julio de este año vuelve a actuar en Rosario después de ocho años, en agosto se presenta en el festival "La obra travel rock 2" en Rosario, con el auspicio de Cultura de Rosario y a beneficio del barrio toba. En octubre presenta este CD y el videoclip de Volverás en CM (El canal de la música) y repasa su carrera en una entrevista. Este trabajo incluye versiones de Desconfío (Pappo) y Sabemos que vuelvo pronto (Celeste Carballo) y temas grabados con La suplica, contó con el aporte de Gea Álvarez en la coproducción y difusión. Está dedicado a la memoria de su padre Carlos A. Bossa.

### 2005/2006
En el mes de febrero de 2005 es invitada por Natalia Paratore a asistir al programa ‘Saludarnos’ que se emitía por Canal 7, Carolina actuó en vivo cantando con su guitarra los temas Tiempo de cambiar y Sin alas y presentó su disco. En la muestra de videoclips "Cliprock" que se realizó en Rosario en junio de ese año fue presentado oficialmente el video de Tiempo de cambiar en el teatro La comedia y en octubre hace lo propio en CM donde también canta en vivo y es entrevistada por Paola Prenat, ese mes vuelve a actuar en Rosario.
A principios de 2006 comienza la grabación de su segundo disco en Casa Frida con la colaboración de Hernan Carattozzolo en la producción sonora. En septiembre es invitada por la revista Manifiesto fanzine a tomar parte del festival organizado por la misma mientras avanza en la mezcla y masterización del CD y busca apoyo para su edición.

### Formas distintas(2007)
En el mes de marzo Caro empieza a estudiar teatro en ETBA con Raúl Serrano y en agosto el sello Ava records edita Formas distintas y es presentado en el Bafim con expectativa de parte de su público.
Este disco contó con la producción ejecutiva de Gea Álvarez y la producción artística y arreglos de Carolina Bossa quienes además grabaron respectivamente el bajo y la guitarra y voz.
Cuenta con doce canciones más un bonus, todas compuestas por Caro y mostrando un salto de calidad en este trabajo sobre todo en las letras. También se destaca el aporte de los invitados: Germán Gilio, Brian Gilio, Nicolás Riccardi, Juan Borría, Gabriel de Castro, y en la batería Marcos Datri. El arte de tapa estuvo a cargo del artista plástico Matías Ulrich.
Es presentado en Buenos Aires en el mes de octubre y al mes siguiente es invitada por la Escuela de Psicología social de Rosario a cantar en un festival que se realiza en el Centro cultural La Grieta de esta ciudad compartiendo escenario con otros artistas y acompañada por Germán Gilio (quién también presenta su revista de poesía Poeta Germán y donde leen poesías del citado autor al público)
En diciembre actúa en el marco del Encuentro de mujeres compositoras auspiciado por Cultura de Rosario, organizado por Adriana Alegre producciones en un concierto emocionante donde comparte escenario con artistas del medio local e internacional: Rossana Taddei, Valei, Valeria Cini y Florencia Crocci.
Cierra el año en Capital Federal.
En el año 2008, siguiendo con la difusión del nuevo material, emprende una mini-gira por la costa argentina que incluye Miramar y Mar del sur en el mes de enero. En febrero es invitada por Fernando Peña a su programa El Parquímetro (Metro 95.1), el actor le realiza una memorable entrevista en la que elogia su trabajo y compara su poesía con la de María Elena Walsh. En junio es entrevistada por Karim Gonzalez (diario Popular) en su programa de radio "Sola en los bares" y allí canta en vivo "Tiempo de cambiar".

### 2009/2011
En el verano de 2009 se concreta la filmación del videoclip del tema La quimera, corte de difusión del disco Formas distintas. Este Clip fue dirigido por Adrián Fares.
En el mes de mayo este disco es elegido como uno de los siete mejores discos de producción independiente de ese año por el Suplemento No de Página 12 en una nota realizada por Cristian Vitale.
En septiembre con el show en el Maipo cocina comienza una serie de presentaciones en formato acústico que abarca los discos Formas distintas y Compilado 10 años,  con el que recorre: Rosario, La Plata, Ciudad de Buenos Aires, Avellaneda y Santa Fe.
Así mismo participó en las ediciones 2010 y 2011 del Festival Cancionera realizado en el Parque España de Rosario donde compartió escenario con María Ezquiaga, Miss Bolivia, Juana Chang entre varias artistas. También en: 5.º Encuentro Hacedores de canciones (Rosario) y en El 2.º Encuentro Nacional de Solistas La Plata. Logrando repercusiones a nivel nacional en medios gráficos (Diario El día de La Plata, Diario La capital de Rosario, Suple Edición Nacional del diario Tiempo Argentino, entre otros) radios (Nota en FM Nacional Rock Radio Nacional, Entrevista FM Galileo Rivadavia de Mendoza, Nota y acústico en Radio Red TL Rosario, Radio Éter Ciudad de Bs As, Radio 2 Rosario (Sensaciones, conducido por Claudio Corvalán) Rosario entre otras) y TV (CM El canal de la Música Bs As, Nota y acústico Canal 4 de Avellaneda, entre otros)

### Caminante (tercer disco)
En septiembre de 2013 presenta Caminante, tercer disco de esta artista, en el cual grabaron los consagrados músicos Jota Morelli en batería y Daniel Maza en bajo.
Este disco cuenta con diez temas inéditos compuestos y arreglados por Caro Bossa, quien grabó además las guitarras y la voz, más un track que contiene un extracto del libro “El ingenioso hidalgo Don Quijote de la Mancha” exclamado por Lili Bossa.
Grabado y mezclado en Estudios El Pie por Martín Muscatello y masterizado por Andrés Mayo en su estudio.
En cada canción la cantautora nos introduce en un mundo poético propio y tiene un universo musical que va desde la balada, el pop, rock con toques de candombe y llega hasta un rock más progresivo.
Músicos invitados: Cecilia Giménez y Valeria Cini (coros), Mauricio Renaut (percusión), Nicolás Ricardi y Julieta Honoré (teclados).

## Discografía
- 1997: "Carolina Bossa EP"
- 2004: "Compilado 10 años"
- 2007: "Formas distintas"
- 2013: "Caminante"